# Gimnàstica als Jocs Olímpics d'Estiu de 1996
Als Jocs Olímpics d'Estiu de 1996, celebrats a la ciutat d'Atlanta (Estats Units d'Amèrica), es disputaren 16 proves de gimnàstica, 14 en gimnàstica artística (vuit proves en categoria masculina i sis en categoria femenina) i 2 en gimnàstica rítmica (ambdues en categoria femenina).

## Resum de medalles

### Gimnàstica artística
Hi participaren un total de 216 gimnastes, entre ells 111 homes i 105 dones, de 36 comitès nacionals diferents. La competició es dugué a terme entre els dies 20 i 29 de juliol de 1996 a les instal·lacions del Georgia Dome.

#### Categoria masculina
| Prova                              | Or | Argent | Bronze |
| Concurs complet individual Detalls | Li Xiaoshuang | Aleksei Némov                                                                                                   | Vitali Sxerbo |
| Concurs complet per equips Detalls | RússiaSergei Kharkov · Nikolai Kryukov · Aleksei Némov · Evgeny Podgorny · Dmitry Trush · Dmitry Vassilenko · Alexei Voropaev | R.P. de la XinaFan Bin · Fan Hongbin · Huang Huadong · Huang Liping · Li Xiaoshuang · Shen Jian · Zhang Jinjing | UcraïnaIgor Korobchinsky · Oleg Kosyak · Hrihori Missiutin · Vladimir Shamenko · Rustam Sharipov · Alexander Svetlichny · Yuri Yermakov |
| Exercici de terra Detalls          | Ioannis Melissanidis | Li Xiaoshuang                                                                                                   | Aleksei Némov |
| Barra fixa Detalls                 | Andreas Wecker | Krasimir Dounev                                                                                                 | Fan Bin |
| Barra fixa Detalls                 | Andreas Wecker | Krasimir Dounev                                                                                                 | Aleksei Némov |
| Barra fixa Detalls                 | Andreas Wecker | Krasimir Dounev                                                                                                 | Vitali Sxerbo |
| Barres paral·leles Detalls         | Rustam Sharipov | Jair Lynch | Vitali Sxerbo |
| Cavall amb arcs Detalls            | Li Donghua | Marius Urzică                                                                                                   | Aleksei Némov |
| Anelles Detalls                    | Yuri Chechi | Dan Burinca | No es concedí |
| Anelles Detalls                    | Yuri Chechi | Szilveszter Csollany                                                                                            | No es concedí |
| Salt sobre cavall Detalls          | Aleksei Némov | Yeo Hong-Cheol                                                                                                  | Vitali Sxerbo |

#### Categoria femenina
| Prova                              | Or | Argent | Bronze |
| Concurs complet individual Detalls | Lilia Podkopayeva | Gina Gogean | Simona Amanar                                                                                                   |
| Concurs complet individual Detalls | Lilia Podkopayeva | Gina Gogean | Lavinia Miloşovici                                                                                              |
| Concurs complet per equips Detalls | Estats UnitsAmanda Borden · Amy Chow · Dominique Dawes · Shannon Miller · Dominique Moceanu · Jaycie Phelps · Kerri Strug | RússiaElena Dolgopolova · Rozàlia Galíeva · Elena Grosheva · Svetlana Khorkina · Dina Kotchetkova · Eugenia Kuznetsova · Oksana Liapina | RomaniaSimona Amanar · Gina Gogean · Ionela Loaies · Alexandra Marinescu · Lavinia Milosovici · Mirela Tugurlan |
| Exercici de terra Detalls          | Lilia Podkopayeva | Simona Amanar | Dominique Dawes                                                                                                 |
| Barra d'equilibris Detalls         | Shannon Miller | Lilia Podkopayeva | Gina Gogean |
| Barres asimètriques Detalls        | Svetlana Khorkina | Amy Chow | No es concedí                                                                                                   |
| Barres asimètriques Detalls        | Svetlana Khorkina | Bi Wenjing | No es concedí                                                                                                   |
| Salt sobre cavall Detalls          | Simona Amanar | Mo Huilan | Gina Gogean |

### Gimnàstica rítmica
La competició es dugué a terme entre els dies 1 i 4 d'agost de 1996 al Georgia Dome de la ciutat d'Atlanta. Hi participaren un total de 90 gimnastes de 22 comitès nacionals diferents.
En aquesta edició s'introduí la competició per equips en gimnàstica rítmica.
| Prova                              | Or | Argent | Bronze |
| Concurs complet individual Detalls | Ekaterina Serebrianskaya                                                                                       | Yanina Batyrchina                                                                                          | Elena Vitrichenko                                                                                            |
| Concurs complet per equip Detalls  | Espanya Marta Baldó · Nuria Cabanillas · Estela Giménez · Lorena Guréndez · Tania Lamarca · Estíbaliz Martínez | Bulgària Ina Delcheva · Valentina Kevlian · Maria Koleva · Maja Tabakova · Ivelina Taleva · Viara Vatachka | Rússia Y. Bochkaryeva · Olga Shtyrenko · Irina Dzhuba · Angelin Yushkova · Yuliya Ivanova · Yelena Krivoshey |

## Medaller
| Posició | País            | Or | Argent | Bronze | Total |
| 1       | Ucraïna         | 4  | 1      | 2      | 7     |
| 2       | Rússia          | 3  | 3      | 4      | 10    |
| 3       | Estats Units    | 2  | 2      | 1      | 5     |
| 4       | Romania         | 1  | 4      | 5      | 10    |
| 5       | R.P. de la Xina | 1  | 4      | 1      | 6     |
| 6       | Alemanya        | 1  | 0      | 0      | 1     |
| 6       | Espanya         | 1  | 0      | 0      | 1     |
| 6       | Grècia          | 1  | 0      | 0      | 1     |
| 6       | Itàlia          | 1  | 0      | 0      | 1     |
| 6       | Suïssa          | 1  | 0      | 0      | 1     |
| 11      | Bulgària        | 0  | 2      | 0      | 2     |
| 12      | Corea del Sud   | 0  | 1      | 0      | 1     |
| 12      | Hongria         | 0  | 1      | 0      | 1     |
| 14      | Belarús         | 0  | 0      | 4      | 4     |